# 影山龍一郎
影山 龍一郎（かげやま りょういちろう、1957年3月10日 - ）は、日本の医学者。特定国立研究開発法人理化学研究所脳神経科学研究センター長。専門は、医化学一般、病態医化学、分子生物学。学位は、医学博士（京都大学・1986年）。大阪府出身。

## 研究テーマ
京都大学ウイルス・再生医科学研究所において哺乳動物の形成について神経発生および体節の形成を中心に解析してきた。研究成果は「2時間を刻む生物時計の実体」。この「生物時計」発生過程を制御する遺伝子の解明についての研究成果から、次のステージに引き継いで「認知症の治療につながるかもしれない」神経幹細胞の活性化へと研究テーマを進める。

## 略歴
《この節の主な出典：》
- 1975年03月 - 大阪府立高津高等学校卒業
- 1982年03月 - 京都大学医学部卒業
- 1986年
  - 03月 - 京都大学大学院医学研究科博士課程修了
  - 06月 - 米国国立癌研究所 (NCI) 客員研究員（1989年まで）
- 1989年12月 - 京都大学医学部附属免疫研究施設助手
- 1991年12月 - 京都大学医学部附属免疫研究施設助教授
- 1995年04月 - 京都大学大学院医学研究科生体情報科学講座助教授
- 1997年12月 - 京都大学ウイルス研究所（現：京都大学医生物学研究所）教授（2016年9月まで）
- 2006年04月 - 京都大学ウイルス研究所所長（2010年3月まで）
- 2013年02月 – 京都大学物質-細胞統合システム拠点 (iCeMS) 副拠点長（2019年3月まで）
- 2016年10月 - 京都大学ウイルス・再生医科学研究所（2021年3月まで）
- 2021年04月 – 特定国立研究開発法人理化学研究所脳神経科学研究センター（理研CBS）センター長、京都大学名誉教授（現職）

## 受賞歴
- 1994年 – 日本生化学会奨励賞（国内）
- 2016年07月 – 時実利彦記念賞
- 2018年03月 – 第49回内藤記念科学振興賞
- 2018年11月 – 紫綬褒章受勲[7]
- 2019年11月 – 武田医学賞（武田科学振興財団）
- 2021年03月 – 2020年度上原賞（上原記念生命科学財団）
- 2021年 – 東レ科学技術賞
- 2022年01月 – 朝日賞（朝日新聞文化財団）[3]

## 趣味
スポーツと音楽鑑賞